# Albert Lammens
Albert T. E. Lammens (* 17. Juni 1890 in Brüssel; † 7. Oktober 1933 in Gent) war ein belgischer Tennisspieler.

## Leben
Lammens nahm 1920 am Tenniswettbewerb der Olympischen Sommerspiele in Antwerpen teil. Im Einzel erreichte er nach Siegen gegen Hans Sÿz und Carl-Erik von Braun die dritte Runde, wo er dem späteren Silbermedaillen-Gewinner aus Japan, Kumagai Ichiya, unterlag. Im Doppel schied er mit Jean Washer in der zweiten Runde ebenfalls gegen die japanische Paarung aus. Das beste Ergebnis mit dem Erreichen des Viertelfinals erzielte Lammens an der Seite von Marguerite Chaudoir im Mixed-Doppel. Mit einem Sieg erreichten sie bereits das Viertelfinale, wo sie auf die Ausnahmespielerin Suzanne Lenglen (mit Max Décugis) trafen. Gegen die haushohen Favoriten gewannen sie überraschend einen Satz, ehe sie die folgenden zwei Sätzen jeweils mit 1:6 abgaben. Bei den Spielen vier Jahre später in Paris schied Lammens jeweils chancenlos zum Auftakt aus. Neben einer Teilnahme an den Hartplatz-Weltmeisterschaften im Jahr 1921, wo er früh ausschied, spielte der Belgier sonst nur Turniere in seinem Heimatland. Bei den nationalen Meisterschaften gewann insgesamt drei Titel, 1919 einen im Einzel sowie 1920 und 1921 den Titel im Doppel.
Lammens nahm 1919 und 1921 an insgesamt zwei Partien für die belgische Davis-Cup-Mannschaft teil. Er gewann zwei seiner fünf Matches.